# Fendi Belt
Fendi Belt è un singolo del rapper italiano Shiva, pubblicato il 17 giugno 2021 come primo estratto dalla riedizione del terzo album in studio Dolce vita.

## Descrizione
Il brano è stato prodotto da Adam11 e vede la partecipazione del rapper italiano Paky. 

## Video musicale
Il video musicale, diretto da Marco Salom, è stato reso disponibile sul canale YouTube dell'artista il 17 giugno 2021, in concomitanza con il lancio del singolo.

## Classifiche
| Classifica (2021) | Posizione massima |
| ----------------- | ----------------- |
| Italia            | 30                |